# 000のエレナ
『000のエレナ』（トリプルゼロのエレナ）は、日下弘文による日本のライトノベル。イラストは克優希が担当。2007年、富士見ファンタジア文庫（富士見書房）より2007年3月から2008年1月まで全3巻が刊行。

## ストーリー
10年前、神話の中だけの存在だった神魔が突然世界に出現し、彼らによる激しい戦闘が巻き起こった。その余波により世界は破壊され、荒廃する一途をたどっていた。「AETO」に所属する青年、藤沢涼牙は命令により、たった一人で神魔と戦う少女、涼峰・エレナ・シュトルムの調査に向かうのだが……

## 登場人物
藤沢 涼牙（ふじさわ りょうが）
「AETO」に所属する青年。考えるよりも先に手が出る体力派で、素手での戦闘なら驚異的な破壊力を持つ。任務によりエレナの調査に向かい、そのうちに彼女と行動することになる。
涼峰・エレナ・シュトルム（すずみね・-・-）
「イ・グマティオ」と一人で戦う少女。胸元には神魔の力を意味する「イ・グマティオ・コード」を持つため、町の人々から嫌悪の対象にされていた。
メヴィウス・アルメリウス・フォーチュン
超古代考古学者の女性で、涼牙の特殊訓練学校時代の恩師。

## 既刊一覧
- 日下弘文（著）、克優希（イラスト） 『000のエレナ』 富士見書房〈富士見ファンタジア文庫〉、全3巻
  1. 2007年3月25日初版発行（3月20日発売[1]）、ISBN 978-4-8291-1909-9
  2. 2007年8月25日初版発行（8月20日発売[2]）、ISBN 978-4-8291-1936-5
  3. 2008年1月25日初版発行（1月19日発売[3]）、ISBN 978-4-8291-3256-2